# Referendum über den Status der Region Abyei
Das Referendum über den Status der Region Abyei war ein selbstorganisiertes Referendum, in welchem die Einwohner der Region Abyei gefragt wurden, ob sie Teil des sudanesischen Bundesstaates Dschanub Kurdufan bleiben oder dem Gebiet des Südsudan beitreten möchten.
Die Abstimmung, welche ursprünglich parallel zum Unabhängigkeitsreferendum im Südsudan zwischen dem 9. und 15. Januar 2011 stattfinden sollte, wurde aufgrund einiger Unstimmigkeiten über den Abstimmungsprozess auf unbestimmte Zeit verschoben. Im Jahr 2013 schließlich organisierten Vertreter der Dinka eine eigene Abstimmung für Abyei. Die dort ebenfalls lebenden Misseriye boykottierten die Abstimmung jedoch. Auch die UNO und die AU erkannten das Plebiszit nicht an und warnten vor einem Wiederaufflammen des Bürgerkriegs.